# بختیار غلام‌اف
بختیار غلام‌اف (ترکی آذربایجانی: Bəxtiyar Qulamov; ۱۰ ژوئیهٔ ۱۹۴۹ – ۷ ژانویهٔ ۲۰۱۴) بازیکن فوتبال اهل جمهوری آذربایجان بود.
از باشگاه‌هایی که در آن بازی کرده‌است می‌توان به باشگاه فوتبال نفتچی باکو اشاره کرد.